# Стронг, Сесили
Сесили Леглер Стронг (англ. Cecily Legler Strong; род. 8 февраля 1984) — американская актриса, актриса озвучивания и комик, известная своим участием в шоу Saturday Night Live, к которому присоединилась в 2012 году.

## Биография
Сесили родилась в Спрингфилде, а выросла в пригороде Чикаго — Оук-парке, штат Иллинойс. Мать — Пенелопа Стронг, отец — Билл Стронг, бывший начальник корреспондентского пункта Ассошиэ́йтед Пресс, сейчас является старшим партнером в чикагской фирме по связям с общественностью. Родители Стронг находятся в разводе. У неё есть младший брат. Будучи ребёнком, Стронг обожала Saturday Night Life(SNL), разыгрывала сценки с подругой и смотрела старые SNL рекламы на видеокассетах. «У меня были лучшие рекламные ролики, и я пересматривала их каждый день.» Стронг однажды упомянула, что на нее оказал влияние Фил Хартман.
Сесили Стронг училась в старшей школе Оak Park and River Forest, а в выпускном классе перевелась в Чикагскую академию искусств, которую окончила в 2002 году. Вслед за этим Стронг изучала актерское мастерство в Калифорнийском Институте искусств (CalArts) и в 2006 году получила степень бакалавра по театральному искусству. После выпуска из Калифорнийского института искусств она вернулась в Чикаго, где училась в театре импровизации IO Chicago и на учебной сцене The Second City Conservatory.

## Карьера
Стронг регулярно выступала на сценах The Second City и iO Chicago. Она также играла на фестивалях Chicago Sketch Fest, Chicago Just for Laughs, New York Sketchfest, на Edinburgh Fringe Festival, в театре Гудмана, театре Бейливика, театре Меркурия, и входила в состав женской труппы импровизационного театра Virgin Daiquiri.

### Saturday Night Live
15 сентября 2012 года Стронг дебютировала как исполнительница главной роли второго состава Saturday Night Live. Начиная с 39 сезона, она выступала в роли соведущего Сета Мейерса в традиционном скетче Weekend Update. Впоследствии Стронг вела скетч с Колином Джостом, а начиная с 40 сезона, который вышел в сентябре 2014, была заменена писателем Майклом Че. Тем не менее, она остается частью постоянного актерского состава.
Среди регулярных персонажей Стронг легкомысленная, безымянная псевдоактивистка, известная как «девушка, с который лучше бы я не начинал разговор на вечеринке», Дана, сотрудница, оскорбляющая своих коллег из-за страха увольнения, Кира из «Ток-шоу Подружки», и безымянная блондинка, бывшая порнозвезда, ставшая моделью и коммерческой актрисой, рекламирующей дорогостоящие вещи. Стронг сыграла таких знаменитостей как Эллисон Уильямс, Анджелика Хьюстон, Ариана Гранде, София Вергара, Брук Болдуин, Фрэн Дрешер, Джилл Келли, Хлоя Кардашян, Лидия Каллис, Лана Дель Рей, Паула Broadwell, Мегин Келли, Аланис Мориссетт, Глория Эстефан, Жанин Пирро, Мария Бартиромо, Сара Кениг, Рэйчел Мэддоу, Мелания Трамп, Карли Фиорина, и Мишель Родригес.

### Другие работы
В 2015 году Стронг была ведущей ужина Ассоциации корреспондентов Белого дома. Она выступила с резкой критикой различных новостных организаций, присутствующих на приеме, политиков всех партий и президента Обамы. Критике также подверглись Секретная служба, место проведения встречи Вашингтон Хилтон, Брайан Уильямс, Сара Кениг и штат Индиана.
В 2016 году она снялась в телевизионной рекламе SNL для Old Navy, наряду с другими актерами из шоу Насим Педрад и Джей Фароа. Тогда же Стронг присоединилась к созданию документального сериала Годы опасной жизни, посвященного глобальному потеплению, в качестве приглашенной знаменитости и ведущей. В 2016 году она была приглашенной звездой в сериалах Энджи Трайбека и Королевы крика.

## Фильмография

### Фильмы
| Год  | Название                               | Роль                     | Дополнительные сведения |
| ---- | -------------------------------------- | ------------------------ | ----------------------- |
| 2012 | Как позаботиться о матке               | Карен Ригсби             | Короткометражный фильм  |
| 2015 | Бронза                                 | Дженис Таунсенд          |                         |
| 2015 | Отстающие ученики                      | Амбер                    |                         |
| 2015 | Мама-прилипала                         | Джилиан                  |                         |
| 2015 | Лето на Статен-Айленд                  | Мэри Эллен               |                         |
| 2016 | Большой босс                           | Дана Дэндридж            |                         |
| 2016 | Охотники за привидениями               | Дженнифер Линч           |                         |
| 2018 | Женский мозг: Инструкция по применению | Зои                      |                         |
| 2019 | Спарринг-партнер                       | Женщина                  | Короткометражный фильм  |
| 2023 | Лео                                    | Вирджиния Малкин (голос) |                         |
| 2024 | Гарфилд в кино                         | Мардж (голос)            |                         |

### Телесериалы
| Год       | Название                                           | Роль                         | Дополнительные сведения        |
| --------- | -------------------------------------------------- | ---------------------------- | ------------------------------ |
| 2005      | Безумное телевидение                               | Повторяющиеся Дополнительные | Постоянная роль                |
| 2012-2022 | Субботним Вечером В Прямом Эфире                   | Себя, Разное                 | Основной актерский состав      |
| 2012      | Субботним Вечером В Прямом Эфире Новости В Четверг | Разное                       | 2 эпизода                      |
| 2013-2015 | Крутые                                             | Разные голоса                | 13 серий                       |
| 2015      | Ужин корреспондентов Белого дома                   | Себя (ведущая)               | Специальная трансляция         |
| 2016      | Энджи Трайбека                                     | Саманта Стивенс              | Серия: «День Трибека выключен» |
| 2016      | Годы опасной жизни                                 | Себя                         | Уточняется                     |
| 2016      | Персонажи                                          | Себя                         | Серия: «Наташа Ротвелл»        |
| 2016      | Супермаркет                                        | Мисси Джонс                  | Серия: «Олимпийские игры»      |
| 2016      | Королевы крика                                     | Кэтрин Хобарт                | Серия: «Кричи снова»           |